# Biserica Olteni
Biserica Olteni se afla în Mahalaua Olteni din București, de la care și-a luat numele, pe strada Olteni nr. 27. Despre existența ei ca biserică din lemn a pomenit pentru prima oară un act din timpul lui Constantin Brâncoveanu din 8 februarie 1696. Biserica a fost refăcută din zid în anul 1722 de Nicolae, protopopul Bucureștilor, cu ajutorul enoriașilor, ea s-a numit pentru o vreme Biserica Protopopului. În 1821, după uciderea lui Bimbașa Sava de către turci, un grup de arnăuți conduși Atanase Himariotul s-a închis în Biserica Olteni. Turcii au adus tunuri și au incendiat biserica. Enoriașii, ajutați de logofătul Mihai, au reconstruit-o până în iunie 1822. În anul 1863 era o ruină. Așa cum reiese din noua pisanie a bisericii, ea a fost rezidită din temelie în 1865. A fost pictată de pictorul Gheorghe Tattarescu.
Fiind propusă pentru translatare, Biserica Olteni a fost demolată în data de 12 iunie 1987 cu o săptămână înainte de dărâmarea Bisericii Sfânta Vineri din ordinul lui Nicolae Ceaușescu. În locul ei a fost ridicat blocul E2 care făcea parte din frontul noului bulevard Mircea Vodă. Picturile murale realizate de Tattarescu au fost parțial furate și parțial distruse în timpul demolării.